# سايل سوزا
سايل صمويل دا سيلفا سوزا (مواليد 14 سبتمبر 2000)، هو لاعب كرة قدم يلعب كلاعب وسط يلعب حالياً في نادي بني ياس كلاعب مقيم.
لعب سابقاً في الفئات السنية في نادي جوينفيل .

## روابط خارجية
سايل سوزا على موقع قاعدة بيانات كرة القدم.إي يو (الإنجليزية)

لم يتم العثور على روابط لمواقع التواصل الاجتماعي.